# William Howden
William George Howden (Londres, 14 de febrero de 1977) es un deportista británico que compitió en vela en la clase Tornado.
Ganó una medalla de plata en el Campeonato Mundial de Tornado de 2005. Participó en los Juegos Olímpicos de Pekín 2008, ocupando el sexto lugar en la clase Tornado.

## Palmarés internacional
| \| Campeonato Mundial \| Campeonato Mundial \| Campeonato Mundial \| Campeonato Mundial \| \| Año \| Lugar \| Medalla \| Clase \| \| ------------------ \| --------------------- \| ------------------ \| ------------------ \| \| 2005 \| La Rochelle (Francia) \| Medalla de plata \| Tornado \| |                       |                  |         |
| Campeonato Mundial |                       |                  |         |
| Año | Lugar                 | Medalla          | Clase   |
| 2005 | La Rochelle (Francia) | Medalla de plata | Tornado |